# U-31 (1936)
El U-31 o Unterseeboot 31 fue un submarino alemán del  Tipo VII A, usado en la Segunda Guerra Mundial. 

## Construcción
Su quilla fue puesta sobre las gradas de los astilleros AG Weser de Bremen el  1 de marzo de 1936, desde donde fue botado al agua el 25 de septiembre de 1936, y se entregó a la Kriegsmarine el  28 de diciembre de 1936.

## Historial de servicio

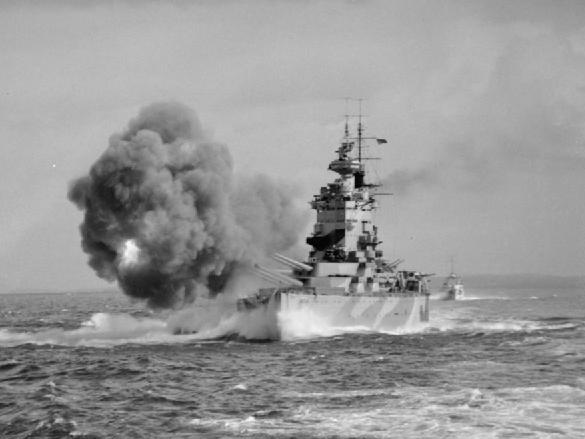
HMS Nelson disparando sus cañones.

Durante su carrera, el U-31 realizó 7 patrullas, y fue el submarino que atacó por primera vez un convoy durante la Segunda Guerra Mundial, el Convoy OB-4 el 16 de septiembre de 1939 donde consiguió hundir al mercante británico SS Aviemore.
En la toda su carrera, el U-31 consiguió hundir un total de 11 buques, que sumaban un registro bruto de 27 751 toneladas, y un buque de guerra auxiliar de 160 toneladas. El  U-31 también consiguió dañar al acorazado británico HMS Nelson con un desplazamiento de 33 950 toneladas, al chocar el 4 de diciembre de 1939 con una mina magnética colocada por el Submarino.
El U-31, es el único buque que fue hundido en dos ocasiones por acciones de guerra del enemigo durante toda la contienda. Entre la quinta y la sexta patrulla del U-31, el 11 de marzo de 1940, mientras realizaba unas pruebas con su tripulación y personal del astillero en la Bahía de Jade (Mar del Norte) en aguas poco profundas, fue localizado por  SQN82 Blenheim del segundo grupo de bombardeo de la RAF 2. Los Blenheim atacaron con 4 bombas antisubmarinas, y se observaron dos impactos. El buque, desapareció en medio de una gran mancha de aceite en la posición 53°37′N 08°10′O / 53.617, -8.167. Fallecieron 58 tripulantes, incluidos 10 trabajadores de los astilleros. No hubo supervivientes.
El 24 de marzo de 1940, el  U 31 fue reflotado y tras las reparaciones pertinentes, fue dado de alta de nuevo el 30 de julio de 1940, solo para volver a ser hundido el 2 de noviembre de 1940 al noroeste de Irlanda en la posición 56°26′N 10°18′O / 56.433, -10.300 por medio de cargas de profundidad lanzadas desde el destructor HMS Antelope. Dos tripulantes fallecieron y 44 sobrevivieron.